# Макс фон Галвиц
Макс Карл Вилхелм фон Галвиц (Бреслау, 2. мај 1852 — Напуљ, 18. април 1937) је био немачки официр у немачкој царској војсци, артиљеријски генерал који се истакао током Првог светског рата на Источном фронту, Балканском и западном фронту.

## Биографија

### Младе године
Макс фон Галвиц је рођен 2. маја 1852. године у шлеском граду Бреславу. Породица из које потиче је католичка и припада средњој класи пруског друштва. По завршетку средње школе добровољно се пријавио у 9. фелдмаршал гроф Валдерсее, са којим је учествовао у француско-пруском рату 1870-1871. Године 1872. млади Галвиц је унапређен у чин поручника, а 1877. уписао је Пруску војну академију где је провео наредне три године до дипломирања. Године 1882. постављен је за ађутанта 11. пољске артиљеријске бригаде, да би само годину дана касније започео трогодишњу службу у немачком генералштабу, током које је унапређен у чин капетана. Од 1887. до 1890. радио је у коњичком одељењу Пруског министарства војног, а по завршетку службе тамо је унапређен у чин мајора. Године 1895. прелази у војну службу и бива постављен за команданта дивизије у 11. артиљеријском пуку, где је остао око две године пре него што се вратио у Министарство војно. Године 1899. добија команду над 76. артиљеријским пуком, а две године касније и над 29. пољском артиљеријском бригадом, заједно са унапређењем у чин пуковника. вратио се као начелник одељења у Министарству војном. Три године касније добио је команду над 15. пешадијском дивизијом са седиштем у Келну и чин генерал-потпуковника. 4. априла 1911. унапређен је у чин артиљеријског генерала и постављен за инспектора теренске артиљерије немачке војске.

### Први светски рат
По избијању Првог светског рата у августу 1914, генерал Галвиц је постављен за команданта Гардијског резервног корпуса, који је био потчињен немачкој 2. армији. Од 19. до 25. августа, генерал је учествовао у заузимању важне белгијске тврђаве Намир.

#### Западни фронт
Боравак генерала Галвица на Западном фронту био је кратког даха, јер је тешка ситуација немачке војске у Источној Пруској, након њеног неуспеха код Гумбинена, захтевала брзо пребацивање Гардијског резервног корпуса на Источни фронт. Иако је стигао прекасно да би допринео великој немачкој победи код Таненберга, генерал и његове трупе су учествовале у бици на Мазурским језерима у септембру 1914. године, услед чега су Руси коначно протерани из Источне Пруске. Истовремено, Немци су морали да ублаже тешку ситуацију Аустријанаца у Галицији и да из Шлезије нападну руску Пољску. У ту сврху је формирана 9. армија којој је распоређен Гардијски резервни корпус генерала Галвица. Операција почиње 28. септембра и траје до краја октобра. Током своје офанзиве, Немачке трупе су скоро стигле до Варшаве, али нису успеле да заузму град и убрзо потом биле су принуђене да се повуку под притиском великог руског контранапада. Готово одмах након овог неуспеха, Немци су се суочили са опасношћу од руске инвазије на Шлеску. Као резултат тога, 9. армија је пребачена на север око града Познања, одакле је почетком новембра започела другу инвазију на руску Пољску. Ова велика операција завршила се недостатком одлучујуће предности за било коју страну непријатеља, али је руска претња Шлезији ипак била уклоњена. Генерал Галвиц је 9. фебруара 1915. постављен за команданта армијске групе која је носила његово име. Десет дивизија под његовом командом имале су задатак да обезбеде немачку 8. и 10. армију током зимске битке код Мазурије од могуће офанзиве руске 1. и 12. армије на њихову позадину. У вези с тим, Галвиц је покренуо офанзиву, у којој је 24. фебруара заузет град Прасниш. Убрзо је изгубљен у руском контранападу који је гурнуо Немце на њихове почетне положаје. У јуну, након Горлицког продора, немачка команда је оживела идеју о опкољавању руских трупа у Пољској. Генералу Галвицу је такође додељена улога и он је добио задатак да покрене нову офанзиву на Прасниш, за шта је имао око 14 пешадијских дивизија своје групе. са укупно 177.000 војника и 1.256 топова . Напад је почео масовним артиљеријским бомбардовањем 30. 1915. и успео да истера Русе, наневши им велике губитке. Међутим, жестоки отпор непријатеља успео је да осујети немачки план опкољавања, а руске трупе не само да су се извукле из затегнуте омче, већ су се и поставиле на нове одбрамбене линије. За допринос овим биткама, генерал Галвиц је 24. јула 1915. одликован највишим војним одликом Краљевине Пруске – Орденом Поур ле Мерите . 7. августа Галвиц група је трансформисана у нову 12. армију. 1915. са највишим војним одличјем Краљевине Пруске – Орденом Поур ле Мерите . 7. августа Галвиц група је трансформисана у нову 12. армију. 1915. са највишим војним одличјем Краљевине Пруске – Орденом Поур ле Мерите . 7. августа Галвиц група је трансформисана у нову 12. армију.

#### На Балкану
Генерал Галвиц је 22. септембра 1915. поднео оставку на место команданта 12. армије и отишао у јужну Мађарску, где је 30. септембра стао на чело новоформиране 11. немачке армије. Ова војска је потчињена групи македонских армија, чији је главни циљ пораз Србије и трајно отварање копнених и речних веза између Аустроугарске и Бугарске. Дана 6. септембра 1915. године почела је офанзива масовним артиљеријским бомбардовањем 470 немачких топова стационираних на северној обали Дунава. Убрзо након тога, трупе генерала Галвица прешле су Велику реку и заузеле Београд 9. октобра. Након пребацивања трупа, офанзива је привремено одложена до пребацивања војних конвоја и изградње мостова преко Дунава, али су Немци 13. октобра ипак дошли у директан контакт са суседном 3. аустроугарском армијом. Покушаји да се српска војска порази у одлучујућој бици су пропали, али се ова потоња вешто повукла. Велике тешкоће у офанзиви створиле су лоше путеве и немогућност 11. армије да се прехрани на потпуно осиромашеним окупираним српским земљама, што је додатно успоравало немачке трупе. Незадовољан спорим напредовањем, фелдмаршал Макензен је често био принуђен да позива генерала Галвица да делује брже и енергичније, али су фелдмаршалови планови за одлучујућу битку са Србима код Крагујевца пропали управо због тога што су неке немачке снаге заостајале. Међутим, генерал Галвиц је постигао значајан успех са заробљавањем многих непријатељских војника, са 4.000 до 5, 000 Срба заробљених само приликом заузимања Крушевца 6. новембра. После освајања Ниша од стране бугарских трупа и спајања 11. и 1. армије, немачка Врховна команда је наредила повлачење значајног дела корпуса под генералом Галвица, остављајући само три дивизије да гоне Србе. Са овим снагама 11. армија је учествовала у Косовској операцији, у којој је српска војска коначно поражена, али не и уништена. На крају операција против Србије у децембру 1915. године, 11. армија је појачана бугарском Петом Дунавском пешадијском дивизијом, али генерал Галвиц није одмах спустио своје трупе на грчку границу, већ их је методично померао на југ, док је поправљао пругу. линију у долини Вардара, штитећи их од хране и других неимаштина.

## Награде
- Немачки орден гвозденог крста
- Немачки орден "Поур ле Мерите"
- Немачки орден Црвеног орла
- Велики крст Црвеног орла
- Немачки орден Црног орла